# Diócesis de Chinhoyi
La diócesis de Chinhoyi (en latín: Dioecesis Chinhoyien(sis) y en inglés: Roman Catholic Diocese of Chinhoyi) es una circunscripción eclesiástica latina de la Iglesia católica en Zimbabue, sufragánea de la arquidiócesis de Harare. La diócesis tiene al obispo Raymond Tapiwa Mupandasekwa, C.SS.R. como su ordinario desde el 30 de diciembre de 2017.

## Territorio y organización
La diócesis tiene 56 000 km² y extiende su jurisdicción sobre los fieles católicos de rito latino residentes en los distritos de Guruve, Centenary, Mount Darwin y Rushinga (a norte del río Mazowe) en la provincia de Mashonalandia Central y los distritos de Makonde, Hurungwe y Kariba (al este del río Sanyati) en la provincia de Mashonalandia Occidental.
La sede de la diócesis se encuentra en la ciudad de Chinhoyi, en donde se halla la Catedral de San Pedro.
En 2019 en la diócesis existían 22 parroquias.

## Historia
La misión Chinhoyi fue confiada a los jesuitas alemanes en 1958.
La prefectura apostólica de Sinoia fue erigida el 17 de diciembre de 1973 con la bula Verba Christi del papa Pablo VI, obteniendo el territorio de la arquidiócesis de Salisbury (hoy arquidiócesis de Harare).
El 25 de junio de 1982 tomó el nombre de prefectura apostólica Chinhoyi.
El 28 de octubre de 1985 la prefectura apostólica fue elevada a diócesis con la bula Cum Praefectura del papa Juan Pablo II.

## Estadísticas
De acuerdo con el Anuario Pontificio 2020 la diócesis tenía a fines de 2019 un total de 228 400 fieles bautizados.
| Año                                                                             | Población            | Población | Población      | Sacerdotes | Sacerdotes    | Sacerdotes    | Bautizados por sacerdote | Diáconos permanentes | Religiosos | Religiosos | Parroquias |
| Año                                                                             | Bautizados católicos | Total     | % de católicos | Total      | Clero secular | Clero regular | Bautizados por sacerdote | Diáconos permanentes | Varones    | Mujeres    | Parroquias |
| ------------------------------------------------------------------------------- | -------------------- | --------- | -------------- | ---------- | ------------- | ------------- | ------------------------ | -------------------- | ---------- | ---------- | ---------- |
| 1980                                                                            | 37 000               | 634 000   | 5.8            | 20         |               | 20            | 1850                     | 2                    | 31         | 41         | 16         |
| 1990                                                                            | 48 097               | 899 000   | 5.4            | 23         | 6             | 17            | 2091                     | 2                    | 25         | 71         | 16         |
| 1999                                                                            | 69 208               | 1 829 208 | 3.8            | 27         | 16            | 11            | 2563                     | 2                    | 19         | 92         | 16         |
| 2000                                                                            | 69 853               | 1 769 853 | 3.9            | 30         | 19            | 11            | 2328                     | 2                    | 9          | 88         | 16         |
| 2001                                                                            | 68 000               | 1 828 000 | 3.7            | 31         | 19            | 12            | 2193                     | 2                    | 19         | 87         | 16         |
| 2002                                                                            | 69 000               | 1 882 000 | 3.7            | 29         | 20            | 9             | 2379                     | 2                    | 15         | 97         | 16         |
| 2003                                                                            | 71 000               | 1 771 000 | 4.0            | 29         | 19            | 10            | 2448                     | 2                    | 15         | 82         | 17         |
| 2004                                                                            | 79 101               | 1 679 101 | 4.7            | 31         | 21            | 10            | 2551                     | 2                    | 16         | 76         | 18         |
| 2006                                                                            | 84 074               | 1 904 074 | 4.4            | 23         | 15            | 8             | 3655                     | 2                    | 12         | 73         | 18         |
| 2007                                                                            | 85 259               | 1 905 259 | 4.4            | 21         | 13            | 8             | 4059                     |                      | 14         | 70         | 18         |
| 2013                                                                            | 110 000              | 2 235 000 | 4.9            | 37         | 31            | 6             | 2972                     | 2                    | 11         | 72         | 19         |
| 2016                                                                            | 214 400              | 3 000 540 | 7.1            | 42         | 36            | 6             | 5104                     | 2                    | 8          | 80         | 19         |
| 2019                                                                            | 228 400              | 3 194 000 | 7.2            | 46         | 41            | 5             | 4965                     | 2                    | 7          | 68         | 22         |
| Fuente: Catholic-Hierarchy, que a su vez toma los datos del Anuario Pontificio. |                      |           |                |            |               |               |                          |                      |            |            |            |

## Episcopologio
- Helmut Reckter, S.I. † (22 de febrero de 1974-10 de marzo de 2004 falleció)
  - Sede vacante (2004-2006)
- Dieter Scholz, S.I. (6 de abril de 2006-17 de febrero de 2016 retirado)
  - Robert Christopher Ndlovu (17 de febrero de 2016-30 de diciembre de 2017) (administrador apostólico)
- Raymond Tapiwa Mupandasekwa, C.SS.R., desde el 30 de diciembre de 2017